# (1960) Гизан
(1960) Гизан (нем. Guisan) — астероид главного пояса, который был открыт 25 октября 1973 года швейцарским астрономом Паулем Вильдом в Циммервальдской обсерватории при Бернском университете и назван в честь главнокомандующего швейцарской армией, генерала Анри Гизана.
Свой оборот вокруг Солнца этот астероид совершает за 4,02 земных года.  